# Volkspost (1919–1934)
Die Volkspost war eine österreichische sozialdemokratische Wochenzeitung, die zwischen 1919 und 1934 in Wien erschien. Sie trug den Nebentitel sozialdemokratisches Wochenblatt für die Bezirke Schwechat, Hainburg und Bruck a. d. L. und war zeitweise ein Kopfblatt zur Volkstribüne 1891–1919.